# Ilan
Ilan is een Hebreeuwse jongensnaam met als betekenis boom.

## Bekende naamdragers
- Ilan Bakhar, Israëlisch voetballer
- Ilan Araújo Dall'Igna, Braziliaans voetballer
- Ilan Gilon, Israëlisch politicus
- Ilan Halevi, Joods-Palestijns journalist
- Ilan Kidron, Australisch zanger
- Ilan Eshkeri, Brits componist
- Ilan H. Meyer, Amerikaans psychiatrisch epidemiologist
- Ilan Mitchell-Smith, Amerikaans acteur
- Ilan Pappé, Israëlisch geschiedkundige en politiek wetenschapper
- Ilan Rubin, Amerikaans muzikant
- Ilan Fernández Uzzan, Combiaans modeoontwerper
- Ilan Boccara, Nederlands voetballer
- Ilan Manor, Israëlisch schaker
- Ilan Mochiach, Israëlisch componist
- Ilan Averbuch, Israëlisch beeldhouwer